# Ecolab
Ecolab Inc. ist ein weltweit führender Anbieter von Produkten und Dienstleistungen im Bereich der industriellen Reinigung und Hygiene für Hotels, Restaurants, Brauereien, Landwirtschaft, Lebensmittelhersteller, Wäschereien, Krankenhäuser und Gebäudereiniger.
Das Unternehmen hat seinen Hauptsitz in den Vereinigten Staaten und wird an der New Yorker Börse gehandelt.

## Geschichte

### Frühe Geschichte (1923–1956)
1923 wurde das Unternehmen von Merritt J. Osborn als Evaporato Company gegründet und kurze Zeit später in Economics Laboratory Inc. (EL) mit Sitz in St. Paul, Minnesota, umbenannt. In den 1930er Jahren expandierte das Unternehmen amerikaweit – besonders bekannt wurde das Geschirrspülmittelprodukt Soilax. Der Umsatz erreichte 5,5 Millionen US-Dollar. In den frühen 1950er Jahren übernahm EL das Unternehmen Magnus Company. Durch die Übernahme erweiterte das Unternehmen seine Expertise in den Bereichen Papier, Metall, Transport und Petrochemie.
In den 1950er Jahren setzte Economics Laboratory seine Expansion fort und etablierte eine erste internationale Präsenz mit der Gründung eines Tochterunternehmens in Schweden im Jahr 1956.

### Public company (1957–1985)
Im folgenden Jahr, 1957, wurde das Unternehmen an der Börse gelistet.
Nach dem Tod des Firmengründers Merritt J. Osborn 1960 übernahm sein Sohn Edward Bartley Osborn († 1978) das Unternehmen. Der Expansionskurs des Unternehmens setze sich fort: 1961 erfolgte die Akquisition des Herstellers für Produkte für die Landwirtschaft und Lebensmittelindustrie, die Klenzade Products Inc. aus Beloit, der bekannt wurde durch sein Cleaning-in-Place-Verfahren für Spülmaschinen. 1964 wird der Sanitärdienstleister Magnus Chemical Co. Inc. aus Garwood übernommen. In den 1970er Jahren wurde besonders das Produkt Finish bekannt. 1979 übernimmt das Unternehmen Apollo Technologies, was jedoch 1983 wieder geschlossen wird. 1984 übernimmt EL dann das Unternehmen Lystads Inc. aus Grand Forks, einem führenden Hersteller von Chemikalien zur Schädlingsbekämpfung.
Die Geschäftsführung hatte 1978 Fred Lanners übernommen und wurde nach seinem Rücktritt 1983 von Pierson M. (Sandy) Grieve angetreten.

### Ecolab (1986–1999)
Im Dezember 1986 erfolgte die Umbenennung des Unternehmens in die Kurzform Ecolab.
1987 übernahm Reckitt Benckiser die Haushalts-Markenartikel von Ecolab für 250 Millionen US-Dollar und Ecolab kaufte für 376 Millionen US-Dollar das Unternehmen ChemLawn, der größte Dienstleister für Rasenpflege in den USA, der 1989 wieder veräußert wurde.
1991 ging das Unternehmen mit dem deutschen Henkel-Konzern ein Joint-Venture ein. Ziel der Zusammenarbeit war die Expansion in den europäischen Märkten und Russland. 2001 kaufte Ecolab die 50 % Beteiligung von Henkel zurück und beendete das Joint-Venture. Henkel hielt weiterhin einen Anteil von 29,4 % in Ecolab, die das Unternehmen 2008 verkaufte.
1995 erfolgte die Eingliederung von Klenzade in die Ecolabs Food & Beverage Division.

### Geschichte (seit 2000)
2007 wurde der Hersteller für Infektionskontroll- und Flüssigkeitskontrollprodukten, wie Einwegvorrichtungen und Operationszubehör, die Microtek Medical Holdings Inc. (gegründet Anfang der 1980er Jahre) aus Alpharetta, Georgia, USA übernommen. 2006 hatte Microtek noch den Hersteller von chirurgischer Einwegprodukte, die KMMS Holdings, Ltd. und seiner europäischen Fertigungs- und Distributionsstätten (gemeinsam als Samco bezeichnet) übernommen.
2011 wurde im Rahmen einer Fusion die ebenfalls US-amerikanische Nalco mit dem Bereich Industriewasserbehandlung übernommen.

## Unternehmen
Ecolab ist in mehr als 160 Ländern tätig und beschäftigt weltweit über 40.000 Mitarbeiter. 2012 wurden knapp 12 Mrd. US-Dollar Umsatz erzielt, davon 29 Prozent in den USA.

### Ecolab in Europa
Der Hauptsitz für die Aktivitäten in der EMEA-Region (Europa, Naher Osten und Afrika) befindet sich in Wallisellen, Kanton Zürich in der Schweiz.

### Ecolab in Deutschland
Ecolab besitzt mehrere Tochtergesellschaften in Deutschland. Dazu zählen die Ecolab Deutschland GmbH mit Hauptsitz in Monheim am Rhein sowie die Nalco Deutschland GmbH mit Sitz in Frankfurt am Main. Die Ecolab Engineering GmbH (bis 2008: Lang Apparatebau GmbH) in Siegsdorf ist für die Entwicklung, Produktion und Vertrieb von komplexen Mess-, Dosier- und Auftragssystemen zuständig.

## Produkte
Ecolab produziert einige weltweit bekannte Marken mit Reinigungs- und Desinfektionsmittel.

### Geschäftsfelder
- Healthcare (Desinfektionsmittel)
- Building Care (Reinigungsprodukte)
- Food Service & Hospitality (Küchenprodukte)
- Textile Care (Produkte für Wäschereien)
- Food & Beverage Processing (Produkte für die Lebensmittelindustrie)
- Quick Service Restaurant (Reinigung im Fastfoodbereich)
- Food Retail Services (Reinigung im Supermarktbereich)
- Pest Control (Schädlingsbekämpfung)